# 도라에몽 (1973년 애니메이션)
《도라에몽》(일본어: ドラえもん)은 후지코 후지오의 만화 《도라에몽》을 원작으로 하는 닛폰 TV 동화 제작의 TV 애니메이션이다. 1973년 닛폰 TV에서 방영되었다. 

## 개요
팬층에게는 후에 방송된 TV 애니메이션과 구분하기 위해 〈구도라〉, 〈니테레(NTV)판 도라에몽〉, 〈닛폰 TV판 도라에몽〉 등으로 불리고 있다.

### 기획부터 방영까지
본작은 닛폰 TV 동화의 와타나베 교시(일명 니이쿠라 마사미)에 의해 기획이 시작되었다. 와타나베는 당초 경파협객물인 《소년 지로쵸 삼국지》의 애니메이션화를 갈구했지만 기획이 돈좌되었다. 연결 방송으로서 본작이 방영하게 된 바 있다. 한편 당시 《초등학교 2학년》의 편집장이었던 쇼가쿠칸의 이가와 히로시는 니가타현의 한 애니메이션 제작회사가 제작하는 TV 애니메이션의 원작을 추천하도록 닛폰 TV 프로듀서로부터 부탁을 받아 인기가 높았던 도라에몽과 카아상별(타니 유키코 작)을 추천한 사실을 증언했으며 닛폰 TV 프로듀서였던 가와구치 하루넨은 치프 프로듀서인 후지이 겐스케가 기획을 제출한 뒤 요미우리 신문에서 파견된 전무가 회의에서 닛폰 TV 동화에서 제작하는 것을 유무를 말하지 않는 형태로 결정했다고 증언했다.
1972년에 데즈카 프로덕션을 퇴사한 마사미 준(본작에서는 본명인 시모자키 가 명의로 참가)은 닛폰 TV 동화 제작의 TV 애니메이션 《몬셰리 CoCo》를 도왔다(하지만 마사미는 제작 측과 금전적 문제로 인해 방영 초기에 제작 주임을 하차했다). 마사미에 따르면 닛폰 TV 동화에서는 몬셰리 CoCo 다음 작품으로 기획의 하나로 도라에몽이 있어, 1972년 7월 이전에는 도라에몽의 기획이 이미 존재하고 있었다고 한다.
도라에몽의 기획이 짜진 무렵 나카노 선프라자 근처의 고급 야키니쿠 식당에서 동사 닛폰 TV판 도라에몽의 제작 담당을 닛폰 TV 동화의 사사키 가즈오 프로듀서에게 의뢰되었다. 마사미는 원작을 처음으로 봤을 때 아이들에게 꿈을 주는 내용으로 마사미는 애니메이션의 세계에 들어와서 항상 "아이들에게 꿈을 주는 작품을"이라는 정신이 있었다. 마사미와 사사키는 "앞으로 이 스튜디오에서 미래의 애니메이션계를 짊어지고 가는 것 같은 인재를 키워 나가자"고 장래의 꿈을 이야기하고 기꺼이 협력할 것을 약속하여 1972년 11월 닛폰 TV 동화에 입사했다. 마사미가 연출을 담당한 파일럿 필름의 메인이 되는 헤리톤보에서 하늘을 날 수 있다는, 꿈의 장면의 소개에서는 작화 스태프들도 동심으로 돌아가 열심히 밤낮을 가리지 않고 만들어 낸 장면이었다고 말하고 있다.
마사미 준은 "당시 도라에몽을 애니메이션화하는 것은 굉장한 모험이었고 지금은 국민적 만화이지만 당시에는 단행본도 나오고 있지 않았기 때문에 어린이라도 도라에몽을 읽는 것은 학년 잡지를 구독해 받아 읽는 일부의 아이들 뿐이었다. 그래서 다른 주간 만화의 애니메이션화와는 다르다"고 말했다.
메인 스텝은 구 무시 프로덕션 출신의 멤버가 모여 애니메이션 제작은 닛폰 TV 동화의 도쿄 및 니가타 스튜디오와 몇몇의 그로스우케 스튜디오가 로테이션을 짜고 시작했다. 치프 디렉터는 가미나시 미쓰오이다. 가미나시를 선택한 마사미 준은 그 이유로 "한 명의 연출가가 전체의 흐름을 통일하는 편이 원작의 흐름을 반영할 수 있다. 그리고 전체를 맡고 실력 있는 연출가를 뽑고 싶어서"라고 말했다. 그러나 실제로는 원작자의 주문이나 요구는 거의 없었다고 되어 가미나시도 최후까지 원작자와 만날 수 없었다.
당초 도라에몽의 목소리는 도미타 고세이가 담당했다. 현재 방송중인 애니메이션 제2작과는 이미지가 다르지만 당시 스태프는 도라에몽이라는 캐릭터에 "남을 돌보아 주기 좋아하는 아저씨"라는 이미지를 가지고 있었던 점에서 동물 역할 등 많은 연기를 한 도미타를 배역하도록 결정했다고 한다.
2016년 현재 방송중인 애니메이션 제2작에 비해 색상 지정의 콘트라스트가 더 온화했다. 이것은 1973년 당시 애니메이션의 대부분이 일단 35mm 네거티브 필름으로 촬영한 다음 16mm 프지티브 필름으로 전사하고 텔레스코프에서 방송하는 것인 반면, 본작은 직접 16mm 필름으로 촬영했다는 것에도 기인한다. 캐릭터의 목소리를 담당한 노자와 마사코와 기모쓰기 가네타는 본작을 흑백 작품으로 기억하고 있지만 실제로는 컬러 작품이다.
1973년 4월 1일 이전에 제작된 파일럿 필름을 유용하게 재구성한 〈나왔다! 도라에몽의 권〉(일본어: 出た!ドラえもんの巻)을 제1화로 해서 방영이 시작되었다.

## 목소리 출연
소속 사무사별에서는 아오니 프로덕션과 테아토루 에코가 협력하고 있다.
- 도라에몽 - 도미타 고세이 → 노자와 마사코
- 노비타 - 오오타 요시코
- 시즈카 - 에비스 마사코
- 자이언 - 기모쓰기 가네타
- 스네오 - 야시로 슌
- 노비타의 엄마 - 오하라 노리코
- 노비타의 아빠 - 무라코시 이치로
- 스네오의 엄마 - 다카하시 가즈에
- 스네오의 아빠 - 하세 산지 → 가토 오사무
- 자이언의 아빠 - 불명
- 세와시 - 야마모토 게이코
- 카나리 선생 - 가토 오사무 → 아메노모리 마사시
- 가차코 - 호리 준코
- 보타코 - 노자와 마사코
- 데부코 - 쓰카세 노리코
- 자마코 - 요시다 리호코
- 미짱(나비) - 요코자와 케이코

### 그 외 게스트 성우
- 오오타케 히로시
- 오카모토 도시아키
- 가미야 아키라
- 가모 요시히사
- 가네모토 신고
- 사이카치 류지
- 기타가와 요네히코
- 다무라 킨토
- 다나카 료이치
- 쓰지무라 마히토
- 나카니시 다에코
- 나가이 이치로
- 노무라 미치코
- 마쓰카네 요네코
- 마루야마 히로코
- 미즈토리 데쓰오
- 미네 에켄
- 야나미 죠지
- 야다 고지
- 야마시타 게이스케
- 야마다 슌지
- 야마오카 요히토
- 와타나베 노리코

## 에피소드
간토 지역의 평균 시청률은 6.6%, 최고 시청률은 9.1%이다(비디오 리서치의 조사 결과).
제16회 방송일과 제17회 방송일의 사이인 7월 22일에는 〈올스타 게임 · 제2전〉 중계(오사카 구장. 요미우리 TV 제작. 화는 19:00 ~ 21:25)를 위한 중지.

## 주제가

### 오프닝
|   | 제목                 | 노래                   | 방영시작년도   | 종영년도        |
| - | -------------------- | ---------------------- | -------------- | --------------- |
| 1 | 도라에몽(ドラえもん) | 나이토 하루미, 극단NLT | 1973년 4월 1일 | 1973년 9월 30일 |

### 엔딩
|   | 제목                            | 노래          | 방영시작년도   | 종영년도        |
| - | ------------------------------- | ------------- | -------------- | --------------- |
| 1 | 도라에몽 룸바(ドラえもんルンバ) | 나이토 하루미 | 1973년 4월 1일 | 1973년 9월 30일 |

### 내용주
1. 1 2  현재 본작은 후지코 F. 후지오 명의로 되어있지만 당시에는 후지코 후지오 명의였다.
2. ↑  당시 닛폰 TV 동화는 도쿄 도 나카노 구와 원래의 본거지였던 니가타 시에 스튜디오를 두고 있었다. "도쿄에 본사를 옮겼다"고 되지만 안도 겐지의 조사에서는 등기상으로는 최후까지 본사는 니가타에 있었다.[3]
3. ↑  같은 계열인 《1억명의 대질문!? 웃어라 코라에테》(2013년 3월 방송)에도 전해졌다.
4. ↑  제1화의 원작은 《초등학교 1학년》 1970년 11월호 게재의 〈쿠루파 전파의 권〉에 개정을 더한 것.

### 참고 문헌
- 안도 겐지 《봉인 작품의 우울》 요센샤, 2008년
- 후지코 후지오 FC 네오 유토피아(일본어판) 회보지 43호 〈닛폰 TV판 도라에몽〉 특집 (2006년 12월 초판 발행, 2009년 8월 개정 발행)
- 【꿈의 도라에몽】 (상) TV 아사히판 이전에 닛폰 TV판이 있었다 - MSN 산케이 뉴스 (2009년 1월 10일)
- 【꿈의 도라에몽】 (중) 〈애니메이션의 데즈카〉의 “아이”들이 다루다 - MSN 산케이 뉴스 (2009년 1월 11일)
- 【꿈의 도라에몽】 (하) 갑작스러운 최종회, 셀화는 하천 부지에서 태워졌다 - MSN 산케이 뉴스 (2009년 1월 12일)

#### 마사미 준 공식 사이트
- 마사미 준의 도라에몽 시대
- 도라에몽 파일럿 필름
- 도라에몽 제24화 〈남자는 힘으로 승부한다의 권〉
- 에피소드나 추억 · 게시판이나 메일 답변
- 연애인 토리비아와의 인터뷰
- 스태프 정보
- 중간 보고서
- 1973년 9월 30일 도라에몽 최종회 닛폰 TV 동화 최후의 날

#### 마사미 준과의 인터뷰를 포함 (마사미 준 공식 이외)
- 도라짱의 방 〈마사미 준씨에게 듣는다〉
- 기억의 가사부타 〈구도라에몽 제작자의 증언〉